# Halina Grajeta
Halina Kazimiera Grajeta (ur. 4 marca 1952 w Budziechowie) – polska farmaceutka,  dr. hab. nauk farmaceutycznych, profesor i kierownik Katedry i Zakładu Bromatologii i Dietetyki Wydziału Farmaceutycznego Uniwersytetu Medycznego im. Piastów Śląskich we Wrocławiu.

## Życiorys
Obroniła pracę doktorską, 24 lutego 2003 habilitowała się na podstawie pracy zatytułowanej Wpływ wybranych produktów pochodzenia roślinnego na gospodarkę lipidową szczurów w zależności od składu diet doświadczalnych. 14 sierpnia 2014 nadano jej tytuł profesora w zakresie nauk farmaceutycznych. Została zatrudniona na stanowisku profesora nadzwyczajnego w Katedrze i Zakładzie Bromatologii i Dietetyki na Wydziale Farmaceutycznym z Oddziałem Analityki Medycznej Uniwersytetu Medycznego im. Piastów Śląskich we Wrocławiu.
Jest profesorem i kierownikiem Zakładu Bromatologii i Dietetyki Wydziału Farmaceutycznego Uniwersytetu Medycznego im. Piastów Śląskich we Wrocławiu.
Była dziekanem na Wydziale Farmaceutycznym z Oddziałem Analityki Medycznej Uniwersytetu Medycznego im. Piastów Śląskich we Wrocławiu.